# Michaił Prochorow
Michaił Dmitrijewicz Prochorow (ros. Михаил Дмитриевич Прóхоров; ur. 3 maja 1965 w Moskwie) – rosyjski miliarder i przedsiębiorca, właściciel spółki Onexim. Członek Komsomołu w latach 1979–1988, a w okresie 1988-1991 Komunistycznej Partii Związku Radzieckiego. W latach 1983–1985 odbywał służbę wojskową, po której w 1989 ukończył studia w Moskiewskim Instytucie Finansowym (obecnie Uniwersytet Finansowy przy Rządzie Federacji Rosyjskiej). Zaraz po studiach, w latach 1989–1992 był członkiem zarządu Międzynarodowego Banku Współpracy Gospodarczej zarządzającego m.in. globalnymi transakcjami w rublach transferowych. W następnych latach w sektorze prywatnym. W szczególności uczestnicząc w prywatyzacji przedsiębiorstwa Norilsk Nickel zbudował swój oceniany dziś na 13 miliardów dolarów majątek.
Wziął udział w wyborach prezydenckich w 2012 roku jako niezależny kandydat, zajmując w nich ostatecznie trzecie miejsce z wynikiem ok. 8%.